# Вільям Таммел
Вільям Таммел (англ. William Tummel; 5 березня 1892, Канзас-Сіті, Міссурі, США — 16 листопада 1977, Лос-Анджелес, Каліфорнія, США) —  американський помічник режисера. Вільям працював над створення 59 фільмів в період між 1925 і 1947 роками. В 1934 році Таммел виграв премію «Оскар», як найкращий помічник режисера.

## Вибрана фільмографія
- 1946: Відмовки / The Runaround
- 1943: Тінь сумніву / Shadow of a Doubt
- 1942: Бути чи не бути / To Be or Not to Be
- 1941: З вогником / Ball of Fire
- 1941: Горщик золота / Pot O' Gold
- 1941: Маленькі лисички / The Little Foxes
- 1938: Якби я був королем / If I Were King
- 1937: Дівчина Салема / Maid of Salem
- 1937: Веллс Фарґо / Wells Fargo
- 1933: Зоопарк у Будапешті / Zoo in Budapest
- 1928: Седі Томпсон / Sadie Thompson
- 1925: Колесо / The Wheel